# 鳩里村
鳩里村（きゅうりむら）は、兵庫県加古郡に存在した村である。現在の加古川市加古川町のうち、おおむね国道2号以南の区域である。

## 概要
加古川町南部で主に住宅街として使われている区域である。
村名の由来は、当地の鶴林寺に関係ある「斑鳩里」（いかるがのさと）にちなんだ地名であるという。また条里制の九つの大字に区域がまたがるので「九里村」ではないかともされる。鶴林寺の門前町が加古川駅前に形成されその後背地であった。

## 地理
- 加古川

## 沿革
- 1889年（明治22年）
  - 2月22日 - 印南郡木村・友沢村・稲屋村が加古郡へ編入。
  - 4月1日 - 町村制施行により加古郡木村・西川原村・友沢村・稲屋村・備後村・北在家村・粟津村が合併して鳩里村が成立。
- 1889年（明治22年）4月 - 加古郡十二か町村及び印南郡上荘村の内国包村組合立加古高等小学校（後、第一加古高等小学校と改称）を鶴林寺に設置[2]。
- 1903年（明治36年）6月 - 第一加古高等小学校廃校により、加古川町氷丘村野口村尾上村鳩里村組合立加古川高等小学校を設置[2]。
- 1912年（明治45年）3月 - 加古川高等小学校が廃校となる[2]。
- 1928年（昭和3年）9月 - 加古川尋常高等小学校（現 加古川市立加古川小学校）が現在地に竣工する。
- 1929年（昭和4年）3月20日 - 加古川町に編入合併。

## 神社
- 泊神社